# André Ramalho
Pour les articles homonymes, voir Ramalho.
André Ramalho Silva, né le 16 février 1992 à Ibiúna au Brésil, est un footballeur brésilien évoluant au poste de défenseur central ou de milieu de terrain.

## Biographie
Avec le club du Red Bull Salzbourg, il participe à la Ligue des champions et à la Ligue Europa.

## Palmarès
Red Bull Salzbourg
- Championnat d'Autriche (4) :
  - Champion : 2014, 2015, 2018 et 2019.

- Coupe d'Autriche (3) :
  - Vainqueur : 2014, 2015 et 2019.

 PSV Eindhoven
- Coupe des Pays-Bas (2) :
  - Vainqueur : 2022 et 2023.

- Supercoupe des Pays-Bas (1) :
  - Vainqueur : 2022.